# Pseudobybe gilmouri
Pseudobybe gilmouri là một loài bọ cánh cứng trong họ Cerambycidae.